# 伊達胤紀
伊達 胤紀（だて つづき、1998年〈平成10年〉7月14日 - ）は、日本のタレント・俳優・モデルである。関西出身。OFFICE MINAMIKAZE 所属。「日本タレント名鑑」に記載有り。

## 出演

### TV
- テレビ朝日「必殺仕事人2022」※職人役（2022年）
- NHKドラマ正月時代劇「幕末相棒伝」※新選組隊士役など（2022年）
- NHK連続テレビ小説「カムカムエブリバディ」（2021年）
- NHK BSプレミアム「決戦！大坂の陣」※家臣役（2021年）
- NHK 終戦ドラマ「しかたなかったと言うてはいかんのです」※死刑囚人役（2021年）
- 朝日放送 高校野球ショートドラマ「海と空と蓮と」（2021年）
- NHK逆転人生 緊張で負け続けたバーテンダー 無冠から世界一への大逆転！」※カジュアルバー先輩役（2021年）
- フジテレビ「桶狭間 OKEHAZAMA〜織田信長〜」（2021年）
- NHK土曜ドラマ「六畳間のピアノマン」※会社員役など（2021年）
- NHK連続テレビ小説「おちょやん」（2020年）
- カンテレ・フジテレビ系列ドラマ「DIVER」 ※殺人事件の犯人役/鑑識役など（2020年）
- BS朝日「無用庵隠居修行 4」※職人役（2020年）
- テレビ朝日「必殺仕事人2020」※塾生役（2020年）
- フジテレビ「剣客商売 婚礼の夜」※門徒役/門人役（2020年）
- WOWOW連続ドラマW「大江戸グレートジャーニー」※旅人男役（2020年）
- NHKよるドラ「だから私は推しました」（2019年）
- 時代劇専門チャンネル「帰郷」※祭袢纏男役（2019年）
- NHK連続テレビ小説「まんぷく」（2019年）
- KTV「大阪環状線 Part4 ひと駅ごとのスマイル」（「大阪環状線 ひと駅ごとの愛物語」の続編ドラマ）※天満編、特別編（2018年）
- YTV「かんさい情報ネットten.」再現VTR ※依頼人役（2018年）
- フジテレビ年末時代劇スペシャル「剣客商売 手裏剣お秀」※手代役（2018年）
- NHK BS時代劇「立花登青春手控え３」※小者役（2018年）※『獄医立花登手控え』（ごくいたちばなのぼるてびかえ）をTVドラマ放送したタイトル。

### 映画
- 「キングダム2 遥かなる大地へ」（2022年）
- 立命館大学映像学部製作映画「あさに舞う、」※雑貨屋のお兄さん役（2021年）
- ハリウッド映画「Prisoners of the Ghostland プリナーズ オブ ゴーストランド」園子温監督　※警官役（2020年）
- 「天外者」※薩摩兵児役/伝習性役（2020年）
- 「決算!忠臣蔵」※若旦那役/手代役（2019年）
- 「引っ越し大名」※若侍役（2019年）
- 「居眠り磐音」※門弟役（2019年）
- 「忍たま乱太郎 (2011年の映画)」※忍たま三年生役（2011年）

### MV
- ベリーグッドマン「MY Line」（2019年）
- Kis-My-Ft2「赤い果実」（2017年）

### CM
- SMBCモビット（2021年）
- CCJC（日本コカ・コーラ株式会社）※コークオン高校生（2021年）に関する記事。[2]。
- 関西電力（2020年）
- 京都中央信用金庫（2020年）
- 大阪メトロ（2019年）
- たかだ引越センター（2019年）
- Nitto ※日東電工株式会社（2019年）
- OPPO ※スマートフォン（2019年）
- 日商エステム（2019年）
- ゴールフリー（2019年）
- 中野の都こんぶ」（2018年）
- イオンカード（2018年）
- ダスキン「ミスタードーナツ」
- 大阪ガス
- 宇治森徳「かおりちゃん麦茶」
- オリオン「ミニビタC」
- オリオン「どんぶりざんまい男前一丁」
- 滋賀銀行

### スチール
- Tシャツ トリニティ（2021年）
- ユニバーサル・スタジオ・ジャパン（2019年）※クリスマスビジュアルモデル
- ECC「個別指導塾ベストONE」（2018年）
- ラウンドワン（2018年～）【カラオケ】新機能！LIVE de フリーマッチング/【ボウリング】新機能！LIVE de フリーマッチング
- 近鉄おしごとステーション（2018年）
- 昭和被服総業株式会社
- ユニバーサルスタジオジャパン（2017年）※ミニオンスノー、ウォーターパレード、ウォーターパーティ
- 工学院大学附属中学校・高等学校
- 関成グループ塾モデル

### VP
- 「株式会社カンブライト」システム紹介動画※営業担当 佐藤役（2022年）
- Panasonic※東京2020オリンピック・パラリンピック公式PC（2019年）
- 三井住友カード（2019年）
- 井藤漢方製薬株式会社「しじみの入った牡蠣ウコン＋オルニチン」（2019年 - 2020年）
- ドラゴンクエスト携帯ゲームアプリ　ＰＶ映像（2019年）
- エディオン（2018年）
- アドベンチャーワールド（2017年）

### 舞台
- 「ひいらぎ」（作・演出 井上泰治）※牛太郎役/忍者役/侍役（2018年）
- 「忍者竹取物語」※公家役/忍者役（2018年）

## 参照
YouTube動画より
- “ラウンドワン”.   【カラオケ】新機能！LIVE de フリーマッチング. 2022年9月16日閲覧。

- “ラウンドワン”.   【ボウリング】新機能！LIVE de フリーマッチング. 2022年9月16日閲覧。